# コーダ あいのうた
『Coda コーダ あいのうた』（CODA）は、2021年のアメリカ合衆国・フランス・カナダのカミング・オブ・エイジ・コメディドラマ映画。主人公は家族の中で自分だけが聴覚のある女子高生で、漁業の仕事を手伝いながら歌手になるという夢を持つ。

## 概要
監督・脚本はシアン・ヘダー。聴覚障害者の両親をもつ子供（コーダ）である10代の少女を描いており、主人公である彼女をエミリア・ジョーンズ、聴覚障害者の両親をマーリー・マトリンとトロイ・コッツァー、聴覚障害者の兄をダニエル・デュラントが演じた。他にエウヘニオ・デルベスとフェルディア・ウォルシュ＝ピーロが出演している。
2014年のフランス語映画『エール!』の英語リメイクであるこの映画はアメリカ、フランス、カナダの共同製作であり、アメリカ合衆国マサチューセッツ州グロスターでロケーション撮影が行われた。
ワールド・プレミアは2021年1月にサンダンス映画祭で行われた。Appleは映画祭史上最高額となる2500万ドルでこの映画の配給権を獲得し、2021年8月13日に劇場と配信サービスのApple TV+で公開された。

## あらすじ
マサチューセッツ州、グロスター。女子高校生のルビー・ロッシは漁師の家に生まれ、朝3時に起床して父や兄と漁船で海に出る日々を過ごしていた。ルビーの家族は全員が聾唖者で、一人だけ耳が聞こえるルビーは、幼い頃から家族の通訳として欠かせない存在だった。
歌うことが大好きで、高校の合唱サークルに入るルビー。音楽教師のヴィラロボス(通称V先生)はルビーの才能に気づき、奨学金を得てバークリー音楽大学に進む道を勧めた。発表会でデュエットを組む予定のマイルズとも親しくなるルビー。だが、同じ頃に家族は、搾取する仲買人から離れて魚を売るために、新事業を起こそうとしていた。通訳としてますます家族に頼られるルビー。
通訳の仕事と音楽のレッスンの両立が図れず悩むルビー。マイルズとデートする時間も欲しい。ある朝ついに、無断で漁を怠けてしまうルビー。だが、聾唖者だけで出漁した父と兄は沿岸警備隊に通報され、罰金の上に、必ず聴者を乗船させるよう命令を受けてしまった。悩んだ末に進学を諦めるルビー。
合唱サークルの発表会に参列するルビーの家族。ルビーは見事な歌声を披露するが、家族にそれは聞こえない。しかし、ルビーの思いを汲み取った父フランクは、ルビーをバークリー音楽大学の試験会場に送り届けた。家族の為に手話を交えて歌うルビー。試験に合格したルビーを、家族は笑顔で大学生活へと送り出すのだった。

## キャスト
※括弧内は日本語吹替。
- ルビー・ロッシ - エミリア・ジョーンズ（野村麻衣子）

女子高生。家族の中で唯一の聴者。必要に応じて家族の手話通訳を行う。音楽好き。
- フランク・ロッシ - トロイ・コッツァー（坂東尚樹）

ルビーの父親。
- レオ・ロッシ - ダニエル・デュラント（英語版）

ルビーの兄。プレイボーイで出会い系サイトで女の子を探すほどの女好き。
- ジャッキー・ロッシ - マーリー・マトリン

ルビーの母親。美人。美人コンテストで優勝したこともあった。悪人ではないが息子の出会い系を手伝うなど、どこか節操がない。
- ベルナルド・ヴィラロボス / V先生 - エウヘニオ・デルベス（英語版）（松本保典）

音楽教師。合唱サークルの顧問。風変りだが熱心な教育的姿勢を持つ。
- マイルズ - フェルディア・ウォルシュ＝ピーロ（玉木雅士）

合唱サークルのメンバー。ルビーが思いを寄せている相手。
- ガーティー - エイミー・フォーサイス（英語版）（浅野真澄）

ルビーの友人。
- ブレディ - ケヴィン・チャップマン（山田浩貴）

漁業を営む男性。
- オードラ - モリー・ベス・トーマス（ミルノ純）

## 製作

### 企画と脚本執筆
シアン・ヘダーが監督、脚本を務めたこの映画は2014年に公開されてフランスで興行的に成功したフランス語映画『エール!』の英語リメイク作品である。フィリップ・ルスレはオリジナル映画のプロデューサーの1人であり、リメイク権を所持していた。彼とプロデューサーのパトリック・ワックスバーガーはヘダーにアメリカの観客向けのリメイク版の監督を打診した。ヘダーは「彼らは映画化に興味を持っていたが、原作からの要素を引き継いだ上で再発明し、個性的な作品にしてくれる人物を求めていた」と述べた。2019年5月までにパテ・フィルムズとヴァンドーム・ピクチャーズが英語の映画の企画・製作を行うためのパートナーシップを結び、その第1作が『コーダ あいのうた』であった。
オリジナル版『エール!』がフランスの田舎の酪農場が舞台であったのに対し、『コーダ あいのうた』はヘダーが幼少期にノースショアを訪れた際に馴染みがあったグロスターが選ばれた。ヘダーは「私にとってそれは絵に描いたように美しく、典型的なニューイングランドらしさと労働者階級の気骨が組み合わさっている」と説明した。ヘダーは脚本執筆にあたってアメリカ手話（ASL）を学び、最終的に40%がASLで書かれた。ヘダーは「ADLの達人」と呼んでいるろう者のアレクサンドリア・ウェイルズとアン・トマセッティの協力を得た。
映画の準備のためにヘダーは水産加工工場を見学し、当局がどのようにしてボートに乗り込むかについて地元の港長に相談した。彼女はマサチューセッツ州マンチェスター・バイ・ザ・シーを舞台にした2016年の映画『マンチェスター・バイ・ザ・シー』を監督したケネス・ロナーガンや漁業界の非営利団体であるグロスター漁師妻協会のメンバーからの意見を受けた。

### キャスティング
ヘダーが最初にキャスティングしたのはマーリー・マトリンである。企画中に映画の出資者たちは他の聴覚障害者の役に聴覚障害者の俳優を起用することに抵抗した。マトリンは聴覚障害の俳優を起用しなければ降板すると言い、最終的に出資者らはこれを受け入れた。
ヘダーはこのキャスティングがマトリンにとって、これまでの作品での彼女の役柄が「『整った』上品なキャラクター」であったことから、型に反して演じる機会であったと説明した。ヘダーは「実生活でのマーリーはもっと面白いし、ユーモアのセンスも下品だ。今回（の役柄）は労働者階級の漁師の妻で、彼女の個性的な要素が多く、このキャラクターにとても合っていた」と述べた。マトリンはロサンゼルスのデフ・ウェスト・シアターとのコネクションを利用し、ヘダーのろう者の俳優探しに協力した。ヘダーはデフ・ウェストの作品に出演していたトロイ・コッツァーを見つけ、彼を漁師の父親役に起用した。またオーディションで見つけたダニエル・デュラントを起用した。マトリン、コッツァー、デュラントはデフ・ウェストのミュージカル『春のめざめ』で共演して見知った関係であった。
マトリンは『コーダ あいのうた』に興味を持った理由について「観客は映画の中で聴覚障害者を本当に見ることができると思った。（中略）また、聴覚障害者に会ったことがない人々が手話を見たり、普段の日常生活の中の聴覚障害者を目にすることで人々が共感できるレベルが非常に高くなっている。（中略）人々は聴覚障害者が人生への取り組み方において一枚岩であると考えている。この映画はその神話を破った。（中略）そしてスタジオには明らかに映画にゴーサインを出し、自由にキャスティングする能力があり、聴覚障害者のキャラクターで普遍的な物語を伝えることができる認識がないままなのは奇妙だ」と述べた。コッツァーは「2つの選択肢を持つのではなく、小さな枠にとらわれず、より多くの機会を提示する必要がある。（中略）誰か聴覚障害者だからこの脚本を書くか、たまたま聴覚障害者のキャラクターだから書くか。そこには違いがある」と述べた。
ヘダーは聴覚障害者の俳優のためにASL通訳を交代で雇い、キャストとスタッフ間の手話と会話によるコミュニケーションを促進させた。彼女はボストン近郊の聴覚障害者コミュニティと連携して現場のコミュニケーションに必要な通訳を確保した。マトリンは「（ヘダーは）私たちの文化に没頭し、一緒に働くためにあらゆることを学び、撮影現場には手話の監督が2人いて、通訳者がいて、私たちの言葉を学んだスタッフがいて、皆が協力して他の現場と同様に働いて、でも手話があることで特別なものになった」と語った。
また監督は聴覚障害者の家族を持つ少女の役のために数百人ものティーンエイジャーにオーディションを行った末にエミリア・ジョーンズをキャスティングした。ジョーンズは撮影開始前の9ヶ月の間にボイスレッスンとASLの勉強をした。ヘダーはまた「（自身の）大学のリズムの教師と高校の演劇と英語の教師の融合体」にふさわしいと考えたエウヘニオ・デルベスを少女合唱団長の役に選んだ。

### 撮影
2019年半ばにマサチューセッツ州グロスターで撮影された。
映画の中で家族はWBURの『The ARTery』で「庭にはボート、罠、網がぎっしりのきしむ下見板張りのコテージ」と表現された場所に住んでいる。ヘダーはロケーション・ハンティングの際に家族にふさわしい家屋を発見し、その住人から撮影場所として使用する許可を得た。合唱団の家は海に面したヴィクトリアン様式の家であり、ヘダーは幼少期に何度も家族の友人を訪ねており、そこでの撮影を許可された。
ヘダーに地元の漁法を教えた漁師は自身の漁船を映画のセットとして使用する許可を与えた。浸水した採石場の場面はマサチューセッツ州ロックポートの採石場で撮影された。

## 音楽
- サウンドトラック - 映画公開と同時の2021年8月13日にリリース。

## 公開

### アメリカ

#### サンダンスでの上映
『コーダ あいのうた』は2021年1月28日にサンダンス映画祭で初日作品の1つとしてワールド・プレミアされた。同映画祭では米国ドラマティック・コンペティション部門で上映された。当時はアメリカ合衆国内でCOVID-19のパンデミック中であったためにバーチャル上映であった。
このフランス通信社によると「すぐさまに絶賛」され、『バラエティ』と『Deadline Hollywood』の肯定的なコメントが強調された。『IndieWire』は「（ヘダーは）観客を喜ばせて泣かせる作品を作ったもようで、商業的な有望性は劇場の配給会社と懐の深い配信会社のあいだですぐに入札合戦になるだろう」と報じた。『USAトゥデイ』は「聴覚障害者のコミュニティを強力に包含することで従来のティーンエイジャーのロマンスとカミング・オブ・エイジ・ストーリーをリブートしている」と評判を要約した。
プレミアから2日後、Appleがサンダンス映画祭史上最高額となる2500万ドルで配給権を獲得した。サンダンス映画祭では米国審査員大賞、米国ドラマ観客賞、審査員特別アンサンブル・キャスト賞を受賞した。また監督のヘダーは米国ドラマ部門の監督賞を受賞した。

#### 劇場公開とApple TV+での配信
2021年8月13日に劇場公開とApple TV+での配信が同時に開始された。

### 日本
ギャガ配給により2022年1月21日に劇場公開された。公開当初は約200の映画館にて公開されていたが、アカデミー賞受賞を受けて、同年4月1日以降は250館、最終的には300館以上で上映が拡大することになった。

#### 動画配信
日本では配給権が異なることもあり、Apple TV+での配信は行われず、2022年7月21日からApple TV+と同じ定額制動画配信サービスであるAmazon Prime Videoにて配信公開された。

#### テレビ放送
2023年6月16日に日本テレビ『金曜ロードショー』で地上波初放送することを同年5月19日に同局から発表された。

## 評価

### 批評家の反応
レビュー集積サイトのRotten Tomatoesでは250件の批評で支持率は96%、平均点は7.9/10となり、「『コーダ あいのうた』の物語は驚きは少ないが、強い表現力とエミリア・ジョーンズの素晴らしい演技に導かれた素晴らしいキャストがこのカミング・オブ・エイジ・ストーリーに鮮やかに命を吹き込んだ」とまとめられた。Metacriticでは44件の批評に基づいて加重平均値は75/100と示された。

### 聴覚障害者コミュニティの反応
『USAトゥデイ』はこの映画に対する聴覚障害者の様々な反応を報じている。彼らは聴覚障害者の俳優のキャスティングと演技を賞賛し、聴覚障害を持つキャラクターが自立した性的に活発な人物として描かれていることはこれまでのスクリーン上の描写とは好対照であると評価している。非営利団体のリスペクトアビリティの副会長であるデルバート・ウェッターは「障害者が無力で救われるべき孤独な魂として描かれた物語を多く見てきた後、聴覚障害者が中小企業の経営者で漁業コミュニティのリーダーであり、物語中の健常者と同等、あるいはそれ以上の深みとニュアンスを持つことはとても新鮮なことだ」と述べた。聴覚障害者の作家のサラ・ノヴィッチもまた「これらの登場人物が性的な存在であることがよかった。障害者は映画や本の中で去勢されたりバージンであったりすることが多いが、それは極めて退屈で不正確だ」と述べた。
センシティビティ・リーダーでヤングアダルト作家のジェナ・ビーコムは映画の多くが「誤って伝えていること、特に聴覚障害者が2021年に繁栄するための技量と能力」を発見し、「聴覚障害者の表現の向上に貢献するという意味でこの映画の存在に興奮し、可能ならば更に良い表現のための機会が増えて欲しい」と述べつつ、「映画が聴覚障害者とコーダの経験をいかに否定的に描写しているかに非常に不安を感じた」と評した。自身も歌手の親であるビーコムは「耳が聞こえないということは音楽を楽しめない、あるいは他の人の楽しみを理解できないということだ」というこの映画の前提に根拠がない事を指摘した。ノヴィッチもまた「彼女はどんな勉強でもしていた可能性があり、実は第一世代大学生の物語は音楽がなくても説得力があったと思っている。（中略）私はこれが面白い物語になるために音楽の要素が必要だったとは思わない」と述べた。
またノヴィッチとビーコムは障害を持つアメリカ人法によって、専門の通訳が必要とされる状況でも子供が聴覚障害の両親のために通訳をする描写があると批判した。

### 受賞とノミネート
映画は好評を博し、アメリカン・フィルム・インスティチュートの2021年トップ10作品に選出された。また第79回ゴールデングローブ賞ドラマ映画賞と映画助演男優賞にノミネートされた。第94回アカデミー賞では作品賞、脚色賞、助演男優賞の3部門でノミネートされ、すべてで受賞を果たした。アカデミー賞の作品部門において、動画配信サービスの映画が受賞するのは本作が初めてとなった。
| 賞                                         | 授賞式         | 部門                                    | 候補 | 結果       | 参照          |
| ------------------------------------------ | -------------- | --------------------------------------- | --- | ---------- | ------------- |
| ハリウッド・ミュージック・イン・メディア賞 | 2021年11月17日 | 作曲賞 (インディペンデント映画)         | マリウス・デ・ヴリーズ | ノミネート | [ 28 ] [ 29 ] |
| ハリウッド・ミュージック・イン・メディア賞 | 2021年11月17日 | 楽曲賞 (インディペンデント映画)         | ニック・バクスター、シアン・ヘダー、マリウス・デ・ヴリーズ、マット・ダアン - 楽曲「ビヨンド・ザ・ショア」                                    | 受賞       | [ 28 ] [ 29 ] |
| ハリウッド・ミュージック・イン・メディア賞 | 2021年11月17日 | 楽曲賞 (オンスクリーン・パフォーマンス) | エミリア・ジョーンズ - 楽曲「青春の光と影」                                                                                                  | 受賞       | [ 28 ] [ 29 ] |
| ハリウッド・ミュージック・イン・メディア賞 | 2021年11月17日 | 音楽監修賞 (映画)                       | アレクサンドラ・パトサヴァス | ノミネート | [ 28 ] [ 29 ] |
| ハリウッド・ミュージック・イン・メディア賞 | 2021年11月17日 | サウンドトラック・アルバム賞            | 『コーダ あいのうた - オリジナル・サウンドトラック』                                                                                         | ノミネート | [ 28 ] [ 29 ] |
| ゴッサム賞                                 | 2021年11月29日 | 助演賞                                  | トロイ・コッツァー | 受賞       | [ 30 ] [ 31 ] |
| ゴッサム賞                                 | 2021年11月29日 | 助演賞                                  | マーリー・マトリン | ノミネート | [ 30 ] [ 31 ] |
| ゴッサム賞                                 | 2021年11月29日 | ブレイクスルー演技賞                    | エミリア・ジョーンズ | 受賞       | [ 30 ] [ 31 ] |
| ゴールデングローブ賞                       | 2022年1月9日   | ドラマ映画賞                            | 『コーダ あいのうた』 | ノミネート |               |
| ゴールデングローブ賞                       | 2022年1月9日   | 映画助演男優賞                          | トロイ・コッツァー | ノミネート |               |
| 全米映画俳優組合賞（SAGアワード）          | 2022年2月27日  | キャスト賞                              | エウジェニオ・ダーベス, ダニエル・デュラント, エミリア・ジョーンズ, トロイ・コッツァー, マーリー・マトリン, フェルディア・ウォルシュ＝ピーロ | 受賞       |               |
| 全米映画俳優組合賞（SAGアワード）          | 2022年2月27日  | 助演男優賞                              | トロイ・コッツァー | 受賞       |               |
| ハリウッド批評家協会映画賞                 | 2022年2月28日  | 作品賞                                  | 『コーダ あいのうた』 | 未決定     | [ 32 ]        |
| ハリウッド批評家協会映画賞                 | 2022年2月28日  | 主演女優賞                              | エミリア・ジョーンズ | 未決定     | [ 32 ]        |
| ハリウッド批評家協会映画賞                 | 2022年2月28日  | 助演男優賞                              | トロイ・コッツァー | 未決定     | [ 32 ]        |
| ハリウッド批評家協会映画賞                 | 2022年2月28日  | 助演女優賞                              | マーリー・マトリン | 未決定     | [ 32 ]        |
| ハリウッド批評家協会映画賞                 | 2022年2月28日  | キャスト・アンサンブル賞                | 『コーダ あいのうた』 | 未決定     | [ 32 ]        |
| ハリウッド批評家協会映画賞                 | 2022年2月28日  | 監督賞                                  | シアン・ヘダー | 未決定     | [ 32 ]        |
| ハリウッド批評家協会映画賞                 | 2022年2月28日  | 脚色賞                                  | シアン・ヘダー | 未決定     | [ 32 ]        |
| ハリウッド批評家協会映画賞                 | 2022年2月28日  | インディ映画賞                          | 『コーダ あいのうた』 | 未決定     | [ 32 ]        |
| ハリウッド批評家協会映画賞                 | 2022年2月28日  | 歌曲賞                                  | 「ビヨンド・ザ・ショア」 (歌: エミリア・ジョーンズ)                                                                                          | 未決定     | [ 32 ]        |
| アメリカン・フィルム・インスティチュート賞 | 2022年3月11日  | 年間トップ10映画                        | 『コーダ あいのうた』 | 受賞       | [ 33 ]        |
| クリティクス・チョイス・アワード           | 2022年3月13日  | 作品賞                                  | 『コーダ あいのうた』 | 未決定     |               |
| クリティクス・チョイス・アワード           | 2022年3月13日  | 助演男優賞                              | トロイ・コッツァー | 未決定     |               |
| クリティクス・チョイス・アワード           | 2022年3月13日  | 脚色賞                                  | シアン・ヘダー | 未決定     |               |
| クリティクス・チョイス・アワード           | 2022年3月13日  | 若手俳優賞                              | エミリア・ジョーンズ | 未決定     |               |
| アカデミー賞                               | 2022年3月27日  |                                         | |            |               |
| アカデミー賞                               | 2022年3月27日  | 作品賞                                  | ファブリス・ジャンフェルミ フィリップ・ルスレ パトリック・ワックスバーガー                                                                   | 受賞       |               |
| アカデミー賞                               | 2022年3月27日  | 脚色賞                                  | シアン・ヘダー | 受賞       |               |
| アカデミー賞                               | 2022年3月27日  | 助演男優賞                              | トロイ・コッツァー | 受賞       |               |